# Porza
Porza (lmo. Purza) − miejscowość i gmina w południowej Szwajcarii, w kantonie Ticino, w okręgu (distretto) Lugano, w powiecie (circolo) Vezia.  

## Demografia
W Porza mieszka 1 615 osób. W 2021 roku 24,3% populacji gminy stanowiły osoby urodzone poza Szwajcarią. 

## Transport
Przez teren gminy przebiega droga główna nr 402.